# Collegio di Bristol South
Bristol South è un collegio elettorale inglese situato nell'Avon e rappresentato alla camera dei Comuni del parlamento del Regno Unito. Elegge un membro del parlamento con il sistema maggioritario a turno unico; l'attuale parlamentare è Karin Smyth del Partito Laburista, che rappresenta il collegio dal 2015. 

## Estensione

Bristol South dal 1997 al 2024

- 1885-1918: i ward del Borough di Bristol di Bedminster East, Bedminster West, Bristol e Redcliffe e parte della parrocchia civile di Bedminster.
- 1918-1950:  i ward del County Borough di Bristol di Bedminster East, Bedminster West e Southville, e parte del ward di Somerset.
- 1950-1955: i ward del County Borough di Bristol di Bedminster, Somerset, Southville e Windmill Hill.
- 1955-1983:  i ward del County Borough di Bristol di Bedminster, Bishopsworth, Hengrove, Somerset e Southville.
- 1983-1997:  i ward della Città di Bristol di Bedminster, Bishopsworth, Filwood, Hartcliffe, Knowle, Southville, Whitchurch Park e Windmill Hill.
- 1997-2024:  i ward della Città di Bristol di Bedminster, Bishopsworth, Filwood, Hartcliffe, Hengrove, Knowle, Southville, Whitchurch Park e Windmill Hill.
- dal 2024:  i ward della Città di Bristol di Bedminster; Bishopsworth; Filwood; Hartcliffe and Withywood; Hengrove and Whitchurch Park; Southville e Windmill Hill.[1]

Il collegio copre la parte sud-occidentale di Bristol.

## Membri del parlamento
| Elezione | Elezione         | Deputato              | Partito      |
| -------- | ---------------- | --------------------- | ------------ |
|          | 1885             | Joseph Dodge Weston   | Liberale     |
|          | 1886             | Edward Stock Hill     | Conservatore |
| 1900     | Walter Hume Long |                       | Conservatore |
|          | 1906             | William Howell Davies | Liberale     |
| 1922     | Beddoe Rees      |                       | Liberale     |
|          | 1929             | Alexander Walkden     | Laburista    |
|          | 1931             | Noel Ker Lindsay      | Conservatore |
|          | 1935             | Alexander Walkden     | Laburista    |
| 1945     | William Wilkins  |                       | Laburista    |
| 1970     | Michael Cocks    |                       | Laburista    |
| 1987     | Dawn Primarolo   |                       | Laburista    |
| 2015     | Karin Smyth      |                       | Laburista    |

## Elezioni

### Elezioni negli anni 2020
| Partito                    | Partito                                | Candidato                  | Risultati 4 luglio 2024 | Risultati 4 luglio 2024 |
| Partito                    | Partito                                | Candidato                  | Voti                    | %                       |
| -------------------------- | -------------------------------------- | -------------------------- | ----------------------- | ----------------------- |
|                            | Laburista                              | Karin Smyth                | 18 521                  | 42,67                   |
|                            | Verdi                                  | Jai Breitnauer             | 10 855                  | 25,01                   |
|                            | Reform UK                              | Richard Visick             | 6 195                   | 14,27                   |
|                            | Conservatore                           | Liz Brennan                | 4 947                   | 11,40                   |
|                            | Lib Dem                                | Andrew Brown               | 2 721                   | 6,27                    |
|                            | Social Democratico                     | Neil Norton                | 164                     | 0,38                    |
|                            |                                        |                            |                         |                         |
| Iscritti                   | Iscritti                               | Iscritti                   | 75 533                  | 100,00                  |
| ↳ Votanti (% su iscritti)  | ↳ Votanti (% su iscritti)              | ↳ Votanti (% su iscritti)  | 43 403                  | 57,46                   |
| ↳ Astenuti (% su iscritti) | ↳ Astenuti (% su iscritti)             | ↳ Astenuti (% su iscritti) | 32 130                  | 42,54                   |
|                            |                                        |                            |                         |                         |
|                            | Esito: collegio confermato a Laburista |                            |                         |                         |

### Elezioni negli anni 2010
| Partito                    | Partito                                | Candidato                  | Risultati 12 dicembre 2019 | Risultati 12 dicembre 2019 |
| Partito                    | Partito                                | Candidato                  | Voti                       | %                          |
| -------------------------- | -------------------------------------- | -------------------------- | -------------------------- | -------------------------- |
|                            | Laburista                              | Karin Smyth                | 27 895                     | 50,54                      |
|                            | Conservatore                           | Richard Morgan             | 18 036                     | 32,68                      |
|                            | Lib Dem                                | Andrew Brown               | 4 227                      | 7,66                       |
|                            | Verdi                                  | Tony Dyer                  | 2 713                      | 4,92                       |
|                            | Brexit                                 | Robert de Vito Boutin      | 2 325                      | 4,21                       |
|                            |                                        |                            |                            |                            |
| Iscritti                   | Iscritti                               | Iscritti                   | 84 079                     | 100,00                     |
| ↳ Votanti (% su iscritti)  | ↳ Votanti (% su iscritti)              | ↳ Votanti (% su iscritti)  | 55 196                     | 65,65                      |
| ↳ Astenuti (% su iscritti) | ↳ Astenuti (% su iscritti)             | ↳ Astenuti (% su iscritti) | 28 883                     | 34,35                      |
|                            |                                        |                            |                            |                            |
|                            | Esito: collegio confermato a Laburista |                            |                            |                            |

| Partito                    | Partito                                | Candidato                  | Risultati 8 giugno 2017 | Risultati 8 giugno 2017 |
| Partito                    | Partito                                | Candidato                  | Voti                    | %                       |
| -------------------------- | -------------------------------------- | -------------------------- | ----------------------- | ----------------------- |
|                            | Laburista                              | Karin Smyth                | 32 666                  | 60,12                   |
|                            | Conservatore                           | Mark Weston                | 16 679                  | 30,70                   |
|                            | Lib Dem                                | Ben Nutland                | 1 821                   | 3,35                    |
|                            | UKIP                                   | Ian Kealey                 | 1 621                   | 2,98                    |
|                            | Verdi                                  | Tony Dyer                  | 1 428                   | 2,63                    |
|                            | Indipendente                           | John Langley               | 116                     | 0,21                    |
|                            |                                        |                            |                         |                         |
| Iscritti                   | Iscritti                               | Iscritti                   | 83 025                  | 100,00                  |
| ↳ Votanti (% su iscritti)  | ↳ Votanti (% su iscritti)              | ↳ Votanti (% su iscritti)  | 54 382                  | 65,50                   |
| ↳ Astenuti (% su iscritti) | ↳ Astenuti (% su iscritti)             | ↳ Astenuti (% su iscritti) | 28 643                  | 34,50                   |
|                            |                                        |                            |                         |                         |
|                            | Esito: collegio confermato a Laburista |                            |                         |                         |

| Partito                    | Partito                                | Candidato                  | Risultati 7 maggio 2015 | Risultati 7 maggio 2015 |
| Partito                    | Partito                                | Candidato                  | Voti                    | %                       |
| -------------------------- | -------------------------------------- | -------------------------- | ----------------------- | ----------------------- |
|                            | Laburista                              | Karin Smyth                | 19 505                  | 38,36                   |
|                            | Conservatore                           | Isobel Grant               | 12 377                  | 24,34                   |
|                            | UKIP                                   | Steve Wood                 | 8 381                   | 16,48                   |
|                            | Verdi                                  | Tony Dyer                  | 5 861                   | 11,53                   |
|                            | Lib Dem                                | Mark Wright                | 4 416                   | 8,69                    |
|                            | TUSC                                   | Tom Baldwin                | 302                     | 0,59                    |
|                            |                                        |                            |                         |                         |
| Iscritti                   | Iscritti                               | Iscritti                   | 82 003                  | 100,00                  |
| ↳ Votanti (% su iscritti)  | ↳ Votanti (% su iscritti)              | ↳ Votanti (% su iscritti)  | 50 842                  | 62,00                   |
| ↳ Astenuti (% su iscritti) | ↳ Astenuti (% su iscritti)             | ↳ Astenuti (% su iscritti) | 31 161                  | 38,00                   |
|                            |                                        |                            |                         |                         |
|                            | Esito: collegio confermato a Laburista |                            |                         |                         |

| Partito                    | Partito                                | Candidato                  | Risultati 6 maggio 2010 | Risultati 6 maggio 2010 |
| Partito                    | Partito                                | Candidato                  | Voti                    | %                       |
| -------------------------- | -------------------------------------- | -------------------------- | ----------------------- | ----------------------- |
|                            | Laburista                              | Dawn Primarolo             | 18 600                  | 38,45                   |
|                            | Lib Dem                                | Mark Wright                | 13 866                  | 28,66                   |
|                            | Conservatore                           | Mark Lloyd Davies          | 11 086                  | 22,92                   |
|                            | BNP                                    | Colin Chidsey              | 1 739                   | 3,59                    |
|                            | UKIP                                   | Colin McNamee              | 1 264                   | 2,61                    |
|                            | Verdi                                  | Charles Bolton             | 1 216                   | 2,51                    |
|                            | Democratici                            | Craig Clarke               | 400                     | 0,83                    |
|                            | TUSC                                   | Tom Baldwin                | 206                     | 0,43                    |
|                            |                                        |                            |                         |                         |
| Iscritti                   | Iscritti                               | Iscritti                   | 78 534                  | 100,00                  |
| ↳ Votanti (% su iscritti)  | ↳ Votanti (% su iscritti)              | ↳ Votanti (% su iscritti)  | 48 377                  | 61,60                   |
| ↳ Astenuti (% su iscritti) | ↳ Astenuti (% su iscritti)             | ↳ Astenuti (% su iscritti) | 30 157                  | 38,40                   |
|                            |                                        |                            |                         |                         |
|                            | Esito: collegio confermato a Laburista |                            |                         |                         |

### Elezioni negli anni 2000
| Partito                    | Partito                                | Candidato                  | Risultati 5 maggio 2005 | Risultati 5 maggio 2005 |
| Partito                    | Partito                                | Candidato                  | Voti                    | %                       |
| -------------------------- | -------------------------------------- | -------------------------- | ----------------------- | ----------------------- |
|                            | Laburista                              | Dawn Primarolo             | 20 778                  | 49,09                   |
|                            | Lib Dem                                | Kay Barnard                | 9 636                   | 22,77                   |
|                            | Conservatore                           | Graham Hill                | 8 466                   | 20,00                   |
|                            | Verdi                                  | Charlie Bolton             | 2 127                   | 5,03                    |
|                            | UKIP                                   | Mark Dent                  | 1 321                   | 3,12                    |
|                            |                                        |                            |                         |                         |
| Iscritti                   | Iscritti                               | Iscritti                   | 70 782                  | 100,00                  |
| ↳ Votanti (% su iscritti)  | ↳ Votanti (% su iscritti)              | ↳ Votanti (% su iscritti)  | 42 328                  | 59,80                   |
| ↳ Astenuti (% su iscritti) | ↳ Astenuti (% su iscritti)             | ↳ Astenuti (% su iscritti) | 28 454                  | 40,20                   |
|                            |                                        |                            |                         |                         |
|                            | Esito: collegio confermato a Laburista |                            |                         |                         |

| Partito                    | Partito                                | Candidato                  | Risultati 7 giugno 2001 | Risultati 7 giugno 2001 |
| Partito                    | Partito                                | Candidato                  | Voti                    | %                       |
| -------------------------- | -------------------------------------- | -------------------------- | ----------------------- | ----------------------- |
|                            | Laburista                              | Dawn Primarolo             | 23 299                  | 56,87                   |
|                            | Conservatore                           | Richard Eddy               | 9 118                   | 22,26                   |
|                            | Lib Dem                                | James Main                 | 6 078                   | 14,84                   |
|                            | Verdi                                  | Glenn Vowles               | 1 233                   | 3,01                    |
|                            | Alleanza Socialista                    | Brian Drummond             | 496                     | 1,21                    |
|                            | UKIP                                   | Chris Prasad               | 496                     | 1,21                    |
|                            | Laburista Socialista                   | Giles Shorter              | 250                     | 0,61                    |
|                            |                                        |                            |                         |                         |
| Iscritti                   | Iscritti                               | Iscritti                   | 72 513                  | 100,00                  |
| ↳ Votanti (% su iscritti)  | ↳ Votanti (% su iscritti)              | ↳ Votanti (% su iscritti)  | 40 970                  | 56,50                   |
| ↳ Astenuti (% su iscritti) | ↳ Astenuti (% su iscritti)             | ↳ Astenuti (% su iscritti) | 31 543                  | 43,50                   |
|                            |                                        |                            |                         |                         |
|                            | Esito: collegio confermato a Laburista |                            |                         |                         |

## Risultati dei referendum

### Referendum sulla permanenza del Regno Unito nell'Unione europea del 2016
|             | Collegio      | Lasciare UE % | Rimanere in UE % |
| ----------- | ------------- | ------------- | ---------------- |
|             | Bristol South | 47,1%         | 52,9%            |
|             | Inghilterra   | 53,3%         | 46,7%            |
| Regno Unito | 51,9%         | 48,1%         |                  |